# Расы и виды в «Автостопом по галактике»
Ниже приводится далеко не полный перечень рас, флоры и фауны, представленной в произведениях Дугласа Адамса под общим названием «Автостопом по галактике».

## Земляне
Земляне имеют привычку говорить и повторять самое-самое очевидное, вроде: «Прекрасный денёк сегодня!» или «А как ты вырос!», или «О Господи! Ты, кажется, упал в шахту?! С тобой всё в порядке?» (Автостопом по галактике, 5)

## Вогоны
Вогоны (англ. Vogons) — как только они выползли из первобытных морей планеты Вогсферы, силы эволюции отказались от них — с тех пор вогоны не развивались. Выжили благодаря упёртости и тугоумному упрямству. Из анатомических исследований вогонского организма следует, что их мозг первоначально был сильно деформированной печенью, которая от постоянного раздражения залезла невесть куда. Вогоны слизнеподобны, но смутно напоминают гуманоидов, они намного более громоздки, чем люди, и имеют тёмно-зелёную кожу. Родина — планета Вогшар (Вогсфера). Открыв межзвёздную навигацию, за несколько коротких вог-лет все до единого вогоны перебрались в сектор Мегабрантис, политический центр галактики, и теперь составляют там необычайно мощный костяк Галактических Государственных Служб. Вогоны описаны как параноидально бюрократические, особенность, в которой они выделяются так, что вся бюрократия Галактики исполняется ими. Боевым кличем вогонов и контр-аргументом против инакомыслия является «Сопротивление бесполезно!». Любимое лакомство — прямобегущие искристые крабы. Ежегодно вогоны вывозят с родной планеты 27 тысяч драгоценных сверкающих крабиков и во время пьяных оргий разбивают их в пыль железными молотками. Вогоны терпеть не могут автостопщиков. Поэзия вогонов считается третьей по отвратительности во всей Вселенной. Описание одного из вогонов см. Второстепенные персонажи романа «Автостопом по галактике» — Вогон Простетник Джелц.
В описании вогонов Дуглас Адамс умело использует ложный пафос, подчеркивая тупость бюрократической системы вогонов: он сочетает фразы из канцелярита с бытовыми словами, создавая комический эффект. Нетрудно узнать в бюрократии вогонов пародию на бюрократию землян.

## Джатравартиды
Джатравартиды (англ. Jatravartids) — народ, населяющий планету Витриоль 6. Верует, что на самом деле вся Вселенная вылетела из ноздри существа по имени Великий Зелёный Апчхибуздравий, когда это существо чихнуло. Это верование отражает взгляды Адамса на креационизм как совершенно несовместимую с реальностью теорию. Эти маленькие синенькие создания живут в постоянном страхе «Пришествия Великого Белого Носового Платка». Мировоззрение джатравартидов, в центре которого — миф о творении и мессианске ожидания, можно считать пародией на христианство и историю творения из книги Бытия. Можно считать, что эти существа, подобно людям, оказавший в совершенно лишенном логики мире, пытаются придать смысл событиям, у которых на самом деле нет ни смысла, ни цели.
У каждого джатравартида по пятьдесят с лишним рук, и их цивилизация — единственная, которая изобрела аэрозольный дезодорант раньше, чем колесо. Впервые появляются в пятой фазе радиовыпусков «Автостопом» и в пятом эпизоде телесериала. Также упоминаются в книге Автостопом по Галактике. А вот ещё... (англ. And Another Thing…) Оуэна (Оуина) Колфера.

## Голгафрингемцы
Голгафрингемцы (англ. Golgafrinchans) — народ с якобы обречённой планеты, часть населения которой была погружена на 3 огромных звездолёта (ковчега) для колонизации планеты, однако отплыл только звездолёт с «бесполезным» населением — это придумал один из Поэтов Круга, чтобы избавиться от бесполезной трети населения. Этот корабль совершил аварийную посадку на Земле за 2 миллиона лет до её уничтожения. Те голгафрингемцы, которые остались на своей родной планете, впоследствии вымерли от болезни, которая распространялась через грязные телефонные трубки (мастера по очищению которых были отправлены на корабле). Таким образом, первоначальное население Земли («пещерные» люди) было уничтожено прибывшими голгафрингемцами, а земляне из книг Дугласа Адамса — потомки парикмахеров, менеджеров и клерков с Голгафрингема. Вероятно, в результате выполнение программы «Думателя», для которой была построена Земля, в результате стало невозможным, но прямо об этом не говорится.

## Хулуву
Хулуву (англ. Hooloovoo) — сверхразумные оттенки цвета маренго («сверхразумная голубенькая тень»). Участвовали в постройке «Золотого сердца». Одного из представителей этой расы замечает Доктор в эпизоде «The Rings of Akhaten» сезона 2013 года сериала Доктор Кто. Также название Hooloovoo носит компания из Белграда, разрабатывающая софт. Они используют и другие отсылки к «Автостопом по галактике», чтобы привлечь клиентов со схожим чувством юмора.

## Бетельгейзианцы
Бетельгейзианцы — жители Бетельгейзе. Представлены Фордом Префектом и Зафодом Библброксом.

## Дентратиссы
Дентратиссы (англ. Dentrassis) — непокорное племя огромных мохнатых «гурманоидов», дикое, но миролюбивое и весёлое. Не так давно вогоны стали нанимать их коками, стюардами и прочим камбузным персоналом с условием, чтобы они держались подальше и не путались под ногами. Это устраивало дентратиссов, поскольку они любят деньги (а вогонская валюта — одна из самых устойчивых на галактическом валютном рынке), но терпеть не могут самих вогонов и любят злить их. Дентратиссы спасли Форда Префекта и Артура Дента, взяв их на корабль вогонов, разрушивших Землю. Самые лучшие повара и бармены, и больше их ни черта не волнует. И они всегда помогут попутнику; во-первых, потому, что любят общество, а во-вторых, потому, что это злит вогонов. (Автостопом по галактике, гл. 5)
В первой книге они названы «гигантскими мохнатыми существами», а в телесериале они выглядят как гуманоиды с очень крупными чертами лица.